# Joachim Parbo
Joachim Parbo (født 18. november 1974 i Struer) er en forhenværende cykelrytter fra Danmark, der primært kørte cykelcross. Han er i dag assisterende landstræner for det danske landshold i cykelcross.

## Karriere
Parbo begyndte at køre cykelcross i 2001. Han har blandt andet kørt for KCH Leopard Cycles og det italienske hold CCV Cyclo Cross Team. Han har vundet DM i cykelcross fire gange. I perioden 2003-2011 vandt Parbo DM-medaljer hvert år: fire gange guld, to gange sølv og tre gange bronze.
Han er hovedarrangør af løbet Grote Prijs CK Aarhus, og stod også for DM i cykelcross 2021 og 2022.